# 特察峰
46°38′19″N 10°24′00″E / 46.63861°N 10.40000°E

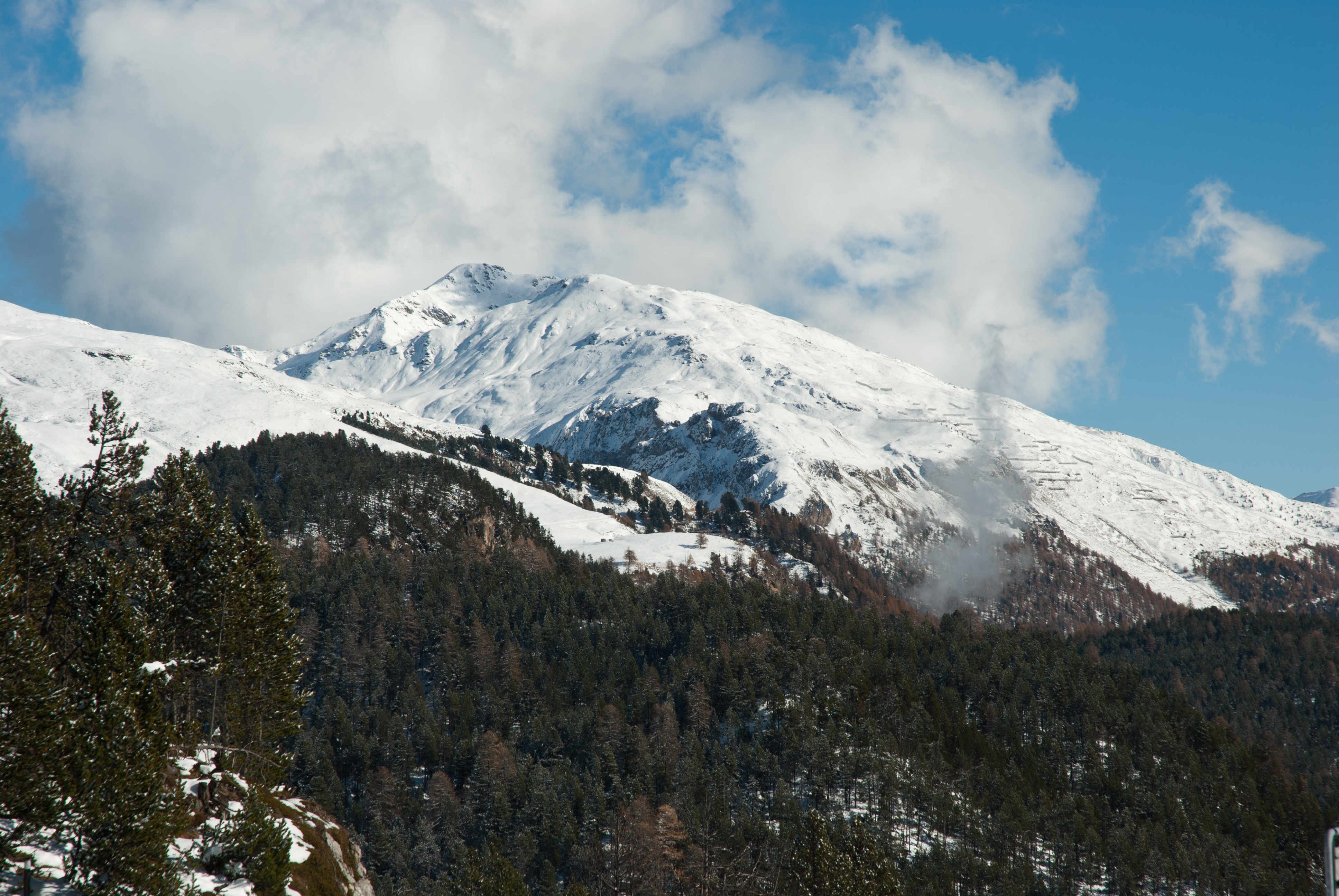

特察峰（義大利語：Piz Terza），是南歐的山峰，位於意大利和瑞士接壤的邊境，屬於塞斯文納山脈的一部分，該山峰海拔高度2,909米，每年平均降雨量1,367毫米。